# رابین آمرلان
 رابین آمرلان (انگلیسی: Robin Ammerlaan؛ زادهٔ ۲۶ فوریهٔ ۱۹۶۸) یک تنیس‌باز اهل هلند است. 